# Видения духовные
Виде́ния духо́вные — непроизвольно воспринимаемые наяву (не во сне) зрительные образы и картины, производящие более или менее полное впечатление объективной действительности, но не имеющие внешнего материального субстрата (выражения).
От обыкновенных представлений фантазии видения, кроме большей яркости, конкретности и более определённой объективации, отличаются главным образом тем, что не могут вызываться, удерживаться и усиливаться по желанию человека, как бывает с фантазийными образами, особенно у лиц, одарённых живым воображением; видения, напротив, возникают и поддерживаются независимо от собственных сознательных актов субъекта, а потому и воспринимаются им как внешняя реальность. Впрочем, эта реальность не ощущается как совершенно тождественная с обычной действительностью окружающего мира: видения как бы приносят с собой свою особую среду, одинаково отличную как от области нашей внутренней психической жизни, так и от области вещественных явлений. Вот почему люди (субъекты), подверженные видениям, признают обыкновенно за ними особую объективную действительность, усматривают в них действие высших сил и существ, что и служит одной из опор супранатуралистического миросозерцания. Пусть, как показывает само слово, под видениями подразумеваются преимущественно явления зрительного характера, но с ними нередко прочно соединяются и восприятия других чувств, в особенности слуха. Слуховые явления этого рода, большей частью сопровождающие видениями, иногда происходят независимо от зрительных образов (так называемые «голоса»).
Независимо от той или другой точки зрения на предмет, можно априори быть уверенным, что способность иметь видения всегда связана с какими-нибудь особенностями в организации нервной системы или в её реакциях. Тем не менее, необходимо различать галлюцинации умственно помешанных от видений в собственном смысле, то есть от таких, где вся аномалия субъекта исчерпывается его визионерством, не сопровождаясь никакими другими патологическими явлениями. Многие знаменитые визионеры были во всех отношениях совершенно здоровыми людьми. То же нужно сказать о населении местностей, известных так называемым вторым или двойным зрением.

## Примеры видений
Множественные и интересные образцы видений можно найти:
- в сочинениях Сведенборга (напр., «О небе и воде», рус. перевод А. Н. Аксакова);
- в книге Юстина Кернера «Die Seherin von Prevorst» («Ясновидящая из Префорста»; рус. пер. 1909).

См. также соответствующие отделы у Гёрреса, «Die Mystik», и Перти, «Die mystischen Erscheinungen der menschlichen Natur».

## Критические исследования XIX века
Лондонское Общество психических исследований предприняло обработку материала специально по отделу присмертных призраков и издало результаты своих трудов в 20 томах («The phantasms of the living»; рус. пер. А. Н. Аксакова «Прижизненные призраки и другие телепатические явления», СПб., 1893).